# Беловский сельсовет (Курская область)
Беловский сельсовет — сельское поселение в Беловском районе Курской области Российской Федерации.
Административный центр — слобода Белая.

## История
Статус и границы сельского поселения установлены Законом Курской области от 21 октября 2004 года № 48-ЗКО «О муниципальных образованиях Курской области»

## Население
| 2002  | 2010  | 2012  | 2013  | 2014  | 2015  | 2016  |
| ----- | ----- | ----- | ----- | ----- | ----- | ----- |
| 3284  | ↘3278 | ↘3135 | ↘3018 | ↘2901 | ↘2829 | ↗2835 |
| 2017  | 2018  | 2019  | 2020  | 2021  |       |       |
| ↗2864 | ↗2873 | ↘2809 | ↘2764 | ↗2885 |       |       |

## Состав сельского поселения
| № | Населённый пункт | Тип населённого пункта          | Население |
| - | ---------------- | ------------------------------- | --------- |
| 1 | Белая            | слобода, административный центр | ↘2598     |
| 2 | Ганжовка         | деревня                         | ↘2        |
| 3 | Лошаковка        | деревня                         | ↘357      |
| 4 | Пенский          | хутор                           | ↘253      |
| 5 | Подол            | хутор                           | ↘28       |
| 6 | Синдеевка        | деревня                         | ↘40       |